# Єфремівська сільська рада
Єфре́мівська сільська́ ра́да — адміністративно-територіальна одиниця та орган місцевого самоврядування в Первомайському районі Харківської області. Адміністративний центр — село Єфремівка.

## Загальні відомості
Єфремівська сільська рада утворена в 1929 році.
- Територія ради: 101,38 км²
- Населення ради: 2 104 особи (станом на 2001 рік)

## Населені пункти
Сільській раді підпорядковані населені пункти:
- с. Єфремівка
- с-ще Троїцьке
- с. Новоберецьке
- с. Семенівка

## Склад ради
Рада складається з 16 депутатів та голови.
- Голова ради: Страхов Анатолій Анатолійович
- Секретар ради: Макіна Валентина Григорівна

### Керівний склад попередніх скликань
| Прізвище, ім'я, по батькові      | Основні відомості                                                 | Дата обрання | Дата звільнення |
| -------------------------------- | ----------------------------------------------------------------- | ------------ | --------------- |
| Александров Олександр Григорович | Сільський голова, 1977 року народження                            | 26.03.2006   | 01.05.2007      |
| Страхов Анатолій Анатолійович    | Сільський голова, 1974 року народження, освіта вища, безпартійний | 09.09.2007   | 31.10.2010      |
| Страхов Анатолій Анатолійович    | Сільський голова, 1974 року народження, освіта вища, безпартійний | 31.10.2010   |                 |

Примітка: таблиця складена за даними сайту Верховної Ради України

### Депутати
За результатами місцевих виборів 2010 року депутатами ради стали:

#### За суб'єктами висування
| Суб'єкт висування | Кількість обраних депутатів | %    |
| ----------------- | --------------------------- | ---- |
| Партія регіонів   | 11                          | 68,8 |
| Самовисування     | 5                           | 31,3 |

#### За округами
| № округу        | Прізвище, ім'я, по батькові     | Дата визнання обраним | Освіта             | Партійна приналежність    | Відомості про обраного депутата                                      |
| --------------- | ------------------------------- | --------------------- | ------------------ | ------------------------- | -------------------------------------------------------------------- |
| Партія регіонів |                                 |                       |                    |                           |                                                                      |
| 2               | Гниря Ніна Іванівна             | 01.11.2010            | вища               | член Партії регіонів      | пенсіонер                                                            |
| 3               | Демченко Лідія Миколаївна       | 01.11.2010            | середня            | член Партії регіонів      | Первомайський районний терцентр, соціальний працівник                |
| 6               | Кульпінова Ірина Олексіївна     | 01.11.2010            | вища               | член Партії регіонів      | Більшовицька амбулаторія сімейної медицини, медична сестра           |
| 7               | Орлова Наталія Василівна        | 01.11.2010            | середня            | член Партії регіонів      | підприємець                                                          |
| 8               | Шалімова Олена Володимирівна    | 01.11.2010            | вища               | член Партії регіонів      | Більшовицька гімназія, вчитель                                       |
| 9               | Безлепкіна Тетяна Володимирівна | 01.11.2010            | вища               | член Партії регіонів      | Більшовицька гімназія, вчитель                                       |
| 10              | Дудус Наталя Єгорівна           | 01.11.2010            | вища               | член Партії регіонів      | Сільський будинок культури, директор                                 |
| 11              | Ільїна Людмила Миколаївна       | 01.11.2010            | вища               | член Партії регіонів      | Більшовицька амбулаторія сімейної медицини, медична сестра           |
| 12              | Подколзіна Тетяна Валентинівна  | 01.11.2010            | середня            | член Партії регіонів      | тимчасово не працює                                                  |
| 15              | Кулівацька Світлана Анатоліївна | 01.11.2010            | середня            | член Партії регіонів      | Новоберецький фельдшерсько-акушерський пункт, молодша медична сестра |
| 16              | Біляєв Віктор Єгорович          | 17.03.2013            | середня спеціальна | член Партії регіонів      | пенсіонер                                                            |
| Самовисування   |                                 |                       |                    |                           |                                                                      |
| 1               | Фомичова Надія Федосіївна       | 01.11.2010            | середня            | позапартійна              | Влз Єфремівка, начальник                                             |
| 4               | Макіна Валентина Григорівна     | 01.11.2010            | вища               | член Партії «ВІДРОДЖЕННЯ» | Єфремівська сільська рада, секретар                                  |
| 5               | Удянський Андрій Миколайович    | 01.11.2010            | вища               | позапартійний             | ТОВ АПК «Більшовик», інженер з охорони праці                         |
| 13              | Коростильова Валентина Іванівна | 01.11.2010            | середня            | позапартійна              | тимчасово не працює                                                  |
| 14              | Кульбачний Сергій Анатолійович  | 01.11.2010            | середня            | позапартійний             | ДсПО «Основа», помічник машиніста                                    |